# Алексей Санаев
Алексе́й Сана́ев — современный русский писатель, автор ряда пособий по связям с общественностью, политическим технологиям, а также приключенческих романов. Пишет под псевдонимом, за которым предположительно скрывается один из топ-менеджеров российских финансово-промышленных компаний.

## Творческая деятельность
К числу изданных произведений относятся:
- Санаев А. Русский пиар в бизнесе и политике. М., «Ось-89», 2003. ISBN 5-98534-215-8.
- Санаев А. Выборы в России: как это делается. М., «Ось-89», 2005. ISBN 5-98534-227-1.
- Санаев А. Уругуру. М., «РИПОЛ Классик», 2009. ISBN 978-5-386-01689-0.
- Санаев А. PRавда. Роман о русском пиаре. М., «РИПОЛ Классик», 2009. ISBN 978-5-386-01830-6.
- Санаев А. Золотая книга. Пурана №19. М., «РИПОЛ Классик», 2010. ISBN 978-5-386-02539-7.
- Санаев А. Уругуру. 2-е изд. М., «РИПОЛ Классик», 2022. ISBN 978-5-386-14825-6.

## Биография
На сайте книг Санаева автор признаётся, что пишет свои произведения под псевдонимом. По данным страницы романа «Уругуру» на том же сайте, Санаев работает топ-менеджером одной из крупных российских корпораций. Он родился, проживает и работает в Москве.
В 2023 г. в онлайн-магазине «Литрес» появилась аудиокнига одного из романов Санаева «Уругуру», озвученная самим автором.